# (289085) Andreweil
(289085) Andreweil est un astéroïde de la ceinture principale.

## Description
(289085) Andreweil est un astéroïde de la ceinture principale. Il fut découvert le 6 octobre 2004 à Saint-Sulpice (Oise) par l'Observatoire de Saint-Sulpice. Il présente une orbite caractérisée par un demi-grand axe de 2,30 UA, une excentricité de 0,13 et une inclinaison de 6,0° par rapport à l'écliptique.

## Compléments